# Харари, Михаэль
Михаэ́ль «Майк» Хара́ри (ивр. מיכאל הררי‎; 18 февраля 1927, Тель-Авив, Британский мандат в Палестине — 21 сентября 2014, там же, Израиль) — израильский деятель спецслужб, бывший руководитель подразделения «Кейсария» службы внешней разведки «Моссад», руководитель операции «Гнев Божий».

## Биография

### Молодые годы и служба в военизированных организациях
Родился 18 февраля 1927 года в тель-авивском районе Неве-Цедек. В 13 лет начал служить в Хагане в качестве курьера между различными подразделениями. В 1943 году солгав о своём возрасте в 16 лет присоединился к Пальмаху и принял участие в прорыве лагеря Атлит и в действиях у моста Шейха Хусейна во время операции, известной как «Ночь мостов». После этого Харари был задержан британскими войсками и препровождён в лагерь Латрун. После освобождения он вошёл в Пальям, и в 1946 году был отправлен в Марсель, где готовились корабли для еврейских иммигрантов. С 1947 по 1948 года, находясь в Риме под кодовым именем «Алекс», Харари координировал отправку нелегальных кораблей в Израиль.

### Служба в разведке
После создания Государства Израиль, Харари был зачислен в Шабак, работал ответственным за безопасность в аэропорту «Бен-Гурион», а в министерстве иностранных дел отвечал за безопасность посольств Израиля по всему миру. В 1954 году был зачислен в «Моссад» и стал ответственным за вербовку агентов в Париже и Эфиопии. Под именем французского бизнесмена Эдуарда Станисласа Ласкера он возглавлял всю агентурную сеть в Европе, а также занимался организацией нелегальной эмиграции евреев из Восточной Европы. В 1965 году начал работать в подразделении «Кейсария». В 1970 году он был назначен руководителем этого подразделения, а позже создал подразделение «Кидон», специализирующееся на точечных ликвидациях.
На посту главы подразделения по приказу премьер-министра Голды Меир и под руководством директора «Моссада» Цви Замира, Харари отвечал за реализацию операции «Гнев Божий», целью которой было устранение членов террористической организации «Чёрный сентябрь», прямо или косвенно ответственных за убийство израильских спортсменов на летней олимпиаде 1972 года в Мюнхене. В апреле 1973 года под командованием Харари в Бейруте и Сайде (Ливан) были ликвидированы члены ООП, НФОП, ФАТХ. Другая операция ознаменовалась провалом бойцов подразделений «Моссада», когда 21 июля 1973 года моссадовцы застрелили невинного официанта Ахмеда Бучики из Марокко, принятого ими за террориста Али Хасана Саламе. Пять членов группы Харари были арестованы норвежской полицией и осуждены, а сам он сбежал в Израиль с помощью сотрудников местной еврейской организации. После установления факта инцидента, глава «Моссада» Цви Замир подал в отставку, но она не была принята. Харари тоже остался на своём посту.
В 1976 году он сыграл ключевую роль в планировании операции по освобождению израильских заложников в международном аэропорту Энтеббе в Уганде. Он организовал дозаправку израильских самолётов в Кении, по некоторым источникам он лично произвел разведку аэропорта Энтеббе, притворившись итальянским бизнесменом.
В 1977 году подразделение Харари получило премию обороны Израиля. 22 января 1979 года Харари командовал операцией по устранению Саламе в результате взрыва машины с бомбой в Бейруте, когда он проезжал мимо. После этого, Харари «ушёл в отставку» с «подарком» в виде пистолета с глушителем компании «Beretta», из которого был убит предполагаемый член «Чёрного сентября» Абдель Ваиль Зуайтер.

### В Южной Америке
В начале 1980-х годов руководство Израиля было обеспокоено помощью ООП от Кубы и Никарагуа, в результате чего Харари поехал в Южную Америку: сначала в Мексику, а именно в Мехико — руководить ячейкой «Моссада», а потом в Панаму, где подружился с президентом генералом Омаром Торрихосом, чья жена была еврейкой (первый раз Харарри приехал в Панаму ещё в 1973 году на Йом-Киппур). Через Харари, министр обороны Израиля Ицхак Рабин пообещал Торрихосу материальную помощь, вследствие чего он объявил о планах предоставить убежище Мохаммеду Резе Пехлеви, шахиншаху Ирана, свергнутому в результате исламской революции. Позже Харари наладил тесные контакты с начальником разведки Торрихоса и агентом ЦРУ подполковником Мануэлем Норьегой. После того как ставший генералом Норьега захватил власть и стал военным диктатором, Харари был назначен его консультантом и советником. Харари обеспечил Норьегу контрактами на израильское оружие и тренировал для него личную военизированную охрану из бывших разведчиков, а тот в ответ назначил его почётным консулом и коммерческим атташе Панамы в Израиле. Харари стал известен в Панаме под прозвищем «Мистер 60 процентов» (англ. Mr. Sixty Percent) — отсылка к комиссии, взимаемой им за посредничество в коммерческих сделках Норьеги.
По некоторым данным[кто?], Харари благодаря связям с семьёй Чаморро, а именно с Фернандо «Эль-Негро» Чаморро, играл ключевую роль в треугольнике контрабанды наркотиков из Колумбии через Панаму в США[нужна атрибуция мнения], а на вырученные деньги израильские агенты на панамских базах участвовали в вооружении и обучении антикоммунистической группировки «контрас», действовавшей против сандинистов в Никарагуа, за что Буш-старший передавал через Харари благодарность Норьеге. По некоторым данным, с 1986 по 1988 год Харари неоднократно ездил на Кубу и встречался с Фиделем Кастро, поддерживая регулярные контакты с послом Кубы в Панаме. Согласно источникам в израильском правительстве, Харари действовал в качестве частного лица и не выполнял какую-либо миссию. После американского вторжения в 1989 году и свержения Норьеги, Харари был задержан американскими военными, но панамские власти не предъявили ему никаких обвинений, и через некоторое время он оказался в Израиле (по некоторым данным, его туда доставили американские агенты). Однако позже он отрицал, что работал на Норьегу и находился под арестом американских войск.

### Последние годы и смерть
В 1990-х годах Харари занялся бизнесом, продолжая сотрудничать с «Моссадом». В 1998 году суд Норвегии выдал международный ордер на арест Харари по убийству в Лиллехаммере, однако в январе 1999 года, как отметил прокурор Лассе Куикстад, дело было закрыто за отсутствием доказательств. В середине 2000-х годов Харари консультировал «Моссад» при планировании операций, направленных на срыв ядерной программы Ирана. В 2007 году Харари получил знак отличия из рук директора «Моссада» Меира Дагана. Возможно, «Моссад» стоит за серией убийств иранских ученых-ядерщиков.
Михаэль Харари скончался 21 сентября 2014 года в возрасте 87 лет в своём доме в Тель-Авиве. Премьер-министр Израиля Биньямин Нетаньяху назвал Харари «одним из величайших борцов за безопасность Израиля», а министр обороны Моше Яалон отметил, что он принадлежал к «редкой породе строителей государства. Большинство действий Майка Харари для безопасности Государства Израиль как бойца и командира в „Моссаде“ неизвестны и никогда не будут известны». 23 сентября был похоронен на кладбище «Кирьят Шауль» в Тель-Авиве.

## Личная жизнь
Был женат на Пнине (1930—2020; урождённой Верба, старшей сестре Председательницы Верховного суда Израиля с 2006 года по 2012 год Дорит Бейниш): двое детей и семь внуков. Свободно разговаривал на французском, арабском, итальянском, испанском и английском языках.

## В искусстве
- В автобиографии разведчика Моссада Виктора Островского «Путём обмана» присутствует эпизод, когда автор в рамках выполнения учебного задания Академии Моссад встретился с Харари, чьё подлинное имя он прежде не слышал. На момент встречи Харари занимал должность почётного консула Панамы в Израиле. По словам самого автора, о Харари у него сложилось после этой встречи не самое благоприятное впечатление, поскольку тот без тени смущения говорил о коррупционных схемах в Панаме. Сам же Харари пожаловался Аралеху Шерфу, директору Академии Моссад, заподозрив в Островском мошенника, и только предъявленная Шерфу плёнка с записью беседы Харари и Островского уберегла последнего от неприятностей[79].
- «Мюнхен» / «Munich» (Франция, Канада, США; 2005 год), режиссёр — Стивен Спилберг, в роли Михаэля Харари — Моше Ивги.